# テロ事件の一覧

世界のテロ事件件数

テロ事件の一覧（テロじけんのいちらん）では、主なテロ事件を列挙する。

## 凡例
ただしテロリズムの定義は多様であり、その範囲は常に議論が存在する。
ここでは近代以降の、以下の基準を満たす個々の事件を記載する。
- 国家またはその軍が起こした事件を除く（いわゆる恐怖政治、白色テロ）
- 人々または財産に対して不法な行為を実行した事件
- 政治的、宗教的、イデオロギー的な目標のために行われたこと

## 21世紀

### 2021年 -
| 日付           | 国             | 事件                                   | 加害者                                   | 政治的傾向                        | 死者 | 負傷者 |
| -------------- | -------------- | -------------------------------------- | ---------------------------------------- | --------------------------------- | ---- | ------ |
| 2025年4月22日  | インド         | パハルガムテロ事件                     | ラシュカレ・タイバ（カシミール抵抗戦線） | イスラム過激派 カシミール分離主義 | 26   | 20+    |
| 2025年3月14日  | 日本           | 立花孝志襲撃事件                       | 30歳無職の男                             | 政治的発言に対する反感            | 0    | 1      |
| 2025年3月11日  | パキスタン     | ジャファー急行ハイジャック事件         | バルーチスターン解放軍                   | バローチ民族主義                  | 64   | 38     |
| 2025年1月1日   | アメリカ合衆国 | ニューオーリンズ・トラック襲撃事件     | シャムスディン・バハール・ジャバー       | イスラム過激派                    | 14   | 57     |
| 2024年11月9日  | パキスタン     | クエッタ駅自爆テロ事件                 | バルーチスターン解放軍                   | バローチ民族主義                  | 31   | 55     |
| 2024年3月22日  | ロシア         | モスクワ郊外コンサート会場銃乱射事件   | IS                                       | イスラム過激派                    | 145  | 551    |
| 2024年1月3日   | イラン         | ケルマン爆発事件 (2024)                | IS                                       | イスラム過激派                    | 103  | 284    |
| 2023年10月25日 | アメリカ合衆国 | ルイストン銃乱射事件                   | 元アメリカ陸軍の予備役                   | 不明                              | 18   | 13     |
| 2023年4月15日  | 日本           | 岸田文雄襲撃事件                       | 24歳無職の男                             | 選挙制度への不満か                | 0    | 2      |
| 2022年7月8日   | 日本           | 安倍晋三銃撃事件                       | 41歳無職の男                             | 反統一教会                        | 1    | 0      |
| 2021年6月6日   | カナダ         | ロンドン・オンタリオトラック突入事件   | ナサニエル・ヴェルトマン                 | キリスト教過激派、反イスラム主義  | 4    | 1      |
| 2022年2月22日  | オランダ       | 2022年アムステルダム立てこもり人質事件 | アブデル・ラーマン・アカード             | 不明                              | 1    | 1+     |
| 2021年1月6日   | アメリカ合衆国 | 連邦議会議事堂襲撃事件                 | 多数（プラウド・ボーイズ、Qアノン他）    | 右翼過激派、陰謀論、不正選挙      | 5    | 130+   |
| 2021年1月4日   | ソマリア       | マハス爆破事件                         | アル・シャバブ                           | イスラム過激派                    | 35   | 不明   |
| 2021年1月1日   | アフガニスタン | 2023年 カブール空港爆破事件            |                                          |                                   | 20   | 30     |

### 2011年 - 2020年
| 日付                          | 国                           | 事件                                         | 加害者                                                    | 政治的傾向                                   | 死者       | 負傷者 |
| ----------------------------- | ---------------------------- | -------------------------------------------- | --------------------------------------------------------- | -------------------------------------------- | ---------- | ------ |
| 2020年10月29日                | フランス                     | ニース襲撃事件                               | ブラヒム・アスウィ                                        | イスラム過激派                               | 3          | 1      |
| 2020年2月19日                 | ドイツ                       | ハーナウ銃乱射事件                           | トビアス・ラージェン                                      | 右翼過激派、反イスラム主義、反移民主義       | 10         | 6      |
| 2020年1月18日                 | イエメン                     | マリブ市モスク攻撃事件                       | フーシか                                                  | イエメン内戦                                 | 116        | 148    |
| 2019年8月3日                  | アメリカ合衆国               | エルパソ・ウォルマート銃乱射事件             | パトリック・クルシウス                                    | 右翼過激派、人種差別主義、反移民主義者       | 23         | 23     |
| 2019年7月21日                 | 香港                         | 元朗区無差別攻撃事件                         | 和勝和、14K                                               | 香港政府支持者、中国共産党支持者             | 0          | 45     |
| 2019年4月21日                 | スリランカ                   | スリランカ連続爆破テロ事件                   | IS、NTJ                                                   | イスラーム過激派                             | 259        | 500+   |
| 2019年3月15日                 | ニュージーランド             | クライストチャーチモスク銃乱射事件           | ブレントン・タラント                                      | 右翼過激派、反イスラム主義、反移民主義       | 51         | 49     |
| 2019年2月14日                 | インド                       | プルワマ襲撃事件                             | ジャイシュ＝エ＝ムハンマド                                | イスラーム過激派                             | 40         | 35     |
| 2019年1月17日                 | コロンビア                   | ボゴタ警察学校爆破テロ事件                   | 民族解放軍                                                | マルクス・レーニン主義                       | 22         | 68     |
| 2019年1月15日-2019年1月16日   | ケニア                       | ケニアホテル襲撃事件                         | アル・シャバブ                                            | イスラーム過激派                             | 22         | 30+    |
| 2018年12月11日                | フランス                     | ストラスブール銃撃事件                       | シェリフ・チェカット                                      | イスラーム過激派か                           | 3          | 13     |
| 2018年11月9日                 | オーストラリア               | メルボルン刺殺テロ事件                       | IS                                                        | イスラーム過激派                             | 1          | 2      |
| 2018年11月2日                 | エジプト                     | ミニヤ県バス襲撃事件                         | IS                                                        | イスラーム過激派                             | 7          | 12     |
| 2018年10月27日                | アメリカ合衆国               | ピッツバーグ・シナゴーグ銃撃事件             | ロバート・バウアーズ                                      | 右翼過激派、反ユダヤ主義                     | 11         | 7      |
| 2018年10月22日-2018年11月1日  | アメリカ合衆国               | 米国小包爆弾テロ未遂事件                     | シーザー・セヨクか？                                      | トランプ大統領の狂信的な支持者               | 0          | 0      |
| 2018年10月15日                | ドイツ                       | ケルン中央駅人質事件                         | IS                                                        | イスラーム過激派                             | 0          | 3      |
| 2018年9月22日                 | イラン                       | アフヴァーズ軍事パレード襲撃事件             | IS                                                        | イスラーム過激派                             | 25         | 70     |
| 2018年7月31日                 | フィリピン                   | ラミタン自爆テロ事件                         | ISかアブ・サヤフ                                          | イスラーム過激派                             | 10         | 7      |
| 2018年7月29日                 | タジキスタン                 | タジキスタン自転車走者襲撃事件               | IS                                                        | イスラーム過激派                             | 4          | 2      |
| 2018年7月13日                 | パキスタン                   | マストゥング・バンヌ自爆テロ事件             | ISほか                                                    | イスラーム過激派                             | 154        | 223    |
| 2018年5月29日                 | ベルギー                     | リエージュ襲撃事件                           | IS                                                        | イスラーム過激派                             | 4          | 4      |
| 2018年5月13日-2018年5月14日   | インドネシア                 | スラバヤ自爆テロ事件                         | IS                                                        | イスラーム過激派                             | 15         | 57     |
| 2018年5月12日                 | フランス                     | パリ・ナイフ襲撃事件                         | IS                                                        | イスラーム過激派                             | 1          | 4      |
| 2018年5月1日                  | ナイジェリア                 | ムビ自爆テロ事件 (2018)                      | ボコ・ハラム                                              | イスラーム過激派                             | 86         | 58     |
| 2018年3月23日                 | カナダ                       | トロント車両暴走事件                         | アレク・ミナシアン                                        | インセルテロリズム                           | 11         | 15     |
| 2018年3月23日                 | フランス                     | カルカソンヌ・トレブ襲撃テロ事件             | IS                                                        | イスラーム過激派                             | 4          | 15     |
| 2018年3月2日                  | ブルキナファソ               | ワガドゥグー襲撃事件                         | JNIM                                                      | イスラーム過激派                             | 30         | 85     |
| 2018年2月18日                 | ロシア                       | キズリャル教会襲撃事件                       | IS                                                        | イスラーム過激派                             | 5          | 5      |
| 2018年1月27日                 | アフガニスタン               | カブール救急車自爆テロ事件                   | ターリバーン                                              | イスラーム過激派                             | 103        | 235    |
| 2017年12月11日                | アメリカ合衆国               | ニューヨーク・バスターミナル爆破事件         | アカエド・ウラー                                          | イスラーム過激派                             | 0          | 4      |
| 2017年11月24日                | エジプト                     | エジプト・シナイ半島モスク襲撃テロ事件       | IS                                                        | イスラーム過激派                             | 309+       | 128+   |
| 2017年10月31日                | アメリカ合衆国               | ニューヨーク・マンハッタン自動車突入テロ事件 | セイフロ・サイポフ                                        | イスラーム過激派                             | 8          | 12     |
| 2017年10月14日                | ソマリア                     | モガディシュ爆弾テロ事件                     | アル・シャバブ                                            | イスラーム過激派                             | 358        | 400+   |
| 2017年9月15日                 | イギリス                     | パーソンズグリーン爆弾テロ事件               | 不明                                                      | 不明                                         | 0          | 30+    |
| 2017年8月17日                 | スペイン                     | バルセロナテロ攻撃事件                       | IS                                                        | イスラーム過激派                             | 13         | 110+   |
| 2017年8月12日                 | アメリカ合衆国               | シャーロッツビル自動車突入テロ事件           | ジェームズ・ アレックス・フィールズ・Jr                   | 右翼過激派                                   | 1          | 28     |
| 2017年7月24日                 | パキスタン                   | ラホール自爆テロ事件                         | パキスタン・ターリバーン運動                              | イスラーム過激派                             | 26         | 54     |
| 2017年6月23日                 | パキスタン                   | パキスタン爆弾テロ事件                       | 不明                                                      | 不明                                         | 96         | 200+   |
| 2017年6月19日                 | イギリス                     | ロンドン・フィンスベリー・パーク襲撃事件     | ダレン・オズボーン                                        | 右翼過激派 反イスラーム主義                  | 1          | 10     |
| 2017年6月7日                  | イラン                       | テヘラン同時テロ事件                         | IS                                                        | イスラーム過激派                             | 13         | 43     |
| 2017年6月6日                  | フランス                     | ノートルダム大聖堂前警官襲撃事件             | アルジェリア人の男                                        | イスラーム過激派                             | 0          | 1      |
| 2017年6月3日                  | イギリス                     | ロンドン橋・バラマーケット襲撃テロ事件       | IS                                                        | イスラーム過激派                             | 7          | 48     |
| 2017年5月31日                 | アフガニスタン               | カブール・トラック爆弾テロ事件               | 不明                                                      | 不明                                         | 150+       | 463+   |
| 2017年5月26日                 | アメリカ合衆国               | ポートランド列車殺傷事件                     | ジェレミー・ジョセフ・クリスチャン                        | 右翼過激派 反イスラム主義                    | 2          | 1      |
| 2017年5月22日                 | イギリス                     | マンチェスター・アリーナ自爆テロ事件         | サルマン・アベディ                                        | イスラーム過激派                             | 22         | 59     |
| 2017年4月20日                 | フランス                     | パリ・シャンゼリゼ通り警官銃撃事件           | IS                                                        | イスラーム過激派                             | 1          | 3      |
| 2017年4月15日                 | シリア                       | アレッポ自動車自爆テロ事件                   | 不明                                                      | 不明                                         | 126+       | 55+    |
| 2017年4月9日                  | エジプト                     | エジプト・コプト教会爆破テロ事件             | IS                                                        | イスラーム過激派                             | 45         | 126    |
| 2017年4月7日                  | スウェーデン                 | ストックホルム・トラック突入テロ事件         | ラフマット・アキロフ                                      | イスラーム過激派                             | 5          | 15     |
| 2017年4月3日                  | ロシア                       | サンクトペテルブルク地下鉄爆破テロ事件       | アクバルジョン・ジャリロフ                                | イスラーム過激派                             | 14         | 64     |
| 2017年3月22日                 | イギリス                     | ロンドン・ウェストミンスター襲撃テロ事件     | ハリド・マスード、IS                                      | イスラーム過激派                             | 5          | 40     |
| 2017年1月29日                 | カナダ                       | ケベックシティー・モスク銃撃事件             | アレクサンドル・ビソネット                                | 右翼過激派 ケベック民族主義 反イスラーム主義 | 6          | 19     |
| 2017年1月8日                  | イスラエル                   | エルサレム・トラック暴走テロ事件             | IS                                                        | イスラーム過激派                             | 4          | 17     |
| 2017年1月1日                  | トルコ                       | イスタンブール・ナイトクラブ銃撃テロ事件     | IS                                                        | イスラーム過激派                             | 39         | 70     |
| 2016年12月28日                | 中華人民共和国               | 墨玉県委員会襲撃事件                         | 3人のウイグル人                                           | ウイグル独立派 イスラーム過激派              | 2          | 3      |
| 2016年12月19日                | ドイツ                       | ベルリン・クリスマスマーケット襲撃テロ事件   | アニス・アムリ、IS                                        | イスラーム過激派                             | 11         | 56     |
| 2016年12月10日                | トルコ                       | イスタンブール爆弾テロ事件                   | クルド解放のタカ                                          | クルド独立派 社会主義                        | 46         | 166    |
| 2016年12月9日                 | ナイジェリア                 | マダガリ自爆テロ事件                         | ボコ・ハラム                                              | イスラーム過激派                             | 57         | 177    |
| 2016年10月23日                | 日本                         | 宇都宮市連続爆発事件                         | 元自衛官の男                                              | 不明                                         | 1          | 3      |
| 2016年9月17日                 | アメリカ合衆国               | ニューヨーク・ニュージャージー連続爆発事件   | アフマド・カーン・ラヒミ                                  | イスラーム過激派                             | 0          | 35     |
| 2016年8月30日                 | キルギス 中華人民共和国      | 駐キルギス中国大使館自爆テロ事件             | 東トルキスタンイスラム運動、アル＝ヌスラ戦線              | ウイグル独立派 イスラーム過激派              | 1          | 3      |
| 2016年8月20日                 | トルコ                       | ガジアンテプ自爆テロ事件                     | ISと思われる                                              | イスラーム過激派                             | 57         | 66     |
| 2016年7月26日                 | フランス                     | サン＝テティエンヌ＝デュ＝ルヴレ教会テロ事件 | アデル・ケルミシュ、アブデル・マリク・プティジャン (ISIS) | イスラーム過激派                             | 3          | 4      |
| 2016年7月22日                 | ドイツ                       | ミュンヘン銃撃事件                           | ダヴィド・ソンボリ                                        | 右翼過激派 反トルコ主義                      | 9          | 36     |
| 2016年7月14日                 | フランス                     | ニース・トラックテロ事件                     | モハメド・ラフエジブフレルと共犯者                        | イスラーム過激派                             | 85         | 434    |
| 2016年7月3日                  | イラク                       | バグダード爆弾テロ事件                       | IS                                                        | イスラーム過激派                             | 340        | 246    |
| 2016年7月1日                  | バングラデシュ               | ダッカ・レストラン襲撃人質テロ事件           | IS                                                        | イスラーム過激派                             | 24         | 50     |
| 2016年6月28日                 | トルコ                       | アタテュルク国際空港襲撃事件                 | IS                                                        | イスラーム過激派                             | 45         | 238    |
| 2016年6月23日                 | イギリス                     | ジョー・コックス殺害事件                     | トマス・メア                                              | 右翼過激派                                   | 1          | 1      |
| 2016年6月12日                 | アメリカ合衆国               | オーランド銃乱射事件                         | オマル・マティーン                                        | イスラーム過激派 同性愛嫌悪                  | 49         | 58     |
| 2016年6月7日                  | トルコ                       | イスタンブール爆弾テロ事件                   | クルド解放のタカ                                          | クルド独立派 社会主義                        | 12         | 51     |
| 2016年3月27日                 | パキスタン                   | ラホール自爆テロ事件                         | ジャマートゥル・アフラル                                  | イスラーム過激派 デオバンド派                | 75         | 340    |
| 2016年3月22日                 | ベルギー                     | ベルギー連続テロ事件                         | IS                                                        | イスラーム過激派 スンナ派                    | 32         | 340    |
| 2016年3月19日                 | トルコ                       | イスタンブール爆弾テロ事件                   | ISと思われる                                              | イスラーム過激派 スンナ派                    | 4          | 36     |
| 2016年3月13日                 | コートジボワール             | グラン・バッサム銃撃事件                     | AQIM                                                      | イスラーム過激派 サラフィー主義              | 19         | 33     |
| 2016年3月13日                 | トルコ                       | アンカラ爆弾テロ事件                         | クルド解放のタカ                                          | クルド独立派 社会主義                        | 37         | 127    |
| 2016年2月17日                 | トルコ                       | アンカラ爆弾テロ事件                         | クルド解放のタカ                                          | クルド独立派 社会主義                        | 29         | 60     |
| 2016年2月2日                  | ソマリア                     | ダーロ航空159便自爆テロ事件                  | アル・シャバブ                                            | イスラーム過激派                             | 0          | 2      |
| 2016年1月14日                 | インドネシア                 | ジャカルタ爆弾テロ事件                       | IS                                                        | イスラーム過激派                             | 4          | 24     |
| 2016年1月12日                 | トルコ                       | イスタンブール自爆テロ事件                   | IS                                                        | イスラーム過激派 スンナ派                    | 13         | 9      |
| 2015年12月2日                 | アメリカ合衆国               | サンバーナーディーノ銃乱射事件               | IS                                                        | イスラーム過激派 スンナ派                    | 14         | 24     |
| 2015年11月27日                | アメリカ合衆国               | コロラドスプリングス病院銃撃事件             | ロバート・ルイス・ディア                                  | キリスト教原理主義 人工中絶への反感          | 3          | 9      |
| 2015年11月20日                | マリ                         | バマコ・ホテル襲撃事件                       | アル・ムラービトゥーン                                    | イスラーム過激派                             | 20         | 9      |
| 2015年11月13日                | フランス                     | パリ同時多発テロ事件                         | IS                                                        | イスラーム過激派 スンナ派                    | 130        | 368    |
| 2015年11月12日                | レバノン                     | ベイルート自爆テロ事件                       | IS                                                        | イスラーム過激派                             | 43         | 239    |
| 2015年10月31日                | エジプト · ロシア            | コガリムアビア航空機爆破テロ事件             | IS                                                        | イスラーム過激派                             | 224        | 0      |
| 2015年10月10日                | トルコ                       | アンカラ爆弾テロ事件                         | IS                                                        | イスラーム過激派                             | 109        | 500+   |
| 2015年10月2日                 | オーストラリア               | ニューサウスウェールズ警察本部銃殺事件       | 15歳のクルド人少年                                        | イスラーム過激派                             | 1          | 0      |
| 2015年9月17日                 | ドイツ                       | ベルリン婦人警官襲撃事件                     | ラフィク・ヨセフ                                          | イスラーム過激派                             | 0          | 1      |
| 2015年8月21日                 | フランス                     | タリス9364号列車内銃乱射事件                 | モロッコ人の男                                            | イスラーム過激派                             | 0          | 3      |
| 2015年8月17日                 | タイ                         | バンコク爆弾テロ事件                         | アデム・カラダグ                                          | 右翼過激派 汎テュルク主義                    | 20         | 125    |
| 2015年7月31日                 | パレスチナ                   | ドゥマ村放火事件                             | 4人のユダヤ人入植者                                       | ユダヤ教過激派                               | 3          | 1      |
| 2015年7月20日                 | トルコ                       | シュリュジュ自爆テロ事件                     | 20歳のクルド人の男                                        | イスラーム過激派                             | 33         | 104    |
| 2015年6月26日                 | チュニジア                   | スース銃撃事件                               | IS                                                        | イスラーム過激派                             | 38         | 39     |
| 2015年6月26日                 | クウェート                   | クウェート市モスク自爆テロ事件               | IS                                                        | イスラーム過激派                             | 27         | 227    |
| 2015年6月26日                 | フランス                     | サン＝カンタン＝ファラビエ工場襲撃事件       | ヤシン・サルヒ                                            | イスラーム過激派                             | 1          | 2      |
| 2015年6月17日                 | アメリカ合衆国               | チャールストン教会銃撃事件                   | ディラン・ルーフ                                          | 右翼過激派 人種差別主義                      | 9          | 1      |
| 2015年4月2日                  | ケニア                       | ガリッサ大学襲撃事件                         | アル・シャバブ                                            | イスラーム過激派                             | 148        | 79     |
| 2015年3月18日                 | チュニジア                   | バルド国立博物館銃乱射事件                   | チュニジア人の男2人 IS、アンサール・アル＝シャリーア      | イスラーム過激派                             | 22         | 42     |
| 2015年3月5日                  | 大韓民国                     | リッパート駐韓大使襲撃事件                   | 金基宗                                                    | 韓国左派民族主義                             | 0          | 1      |
| 2015年2月14日-2015年2月15日   | デンマーク                   | コペンハーゲン連続銃撃事件                   | オマル・アブデル・ハミド・フセイン                        | イスラーム過激派                             | 2          | 5      |
| 2015年1月9日                  | フランス                     | ユダヤ食品店人質事件                         | IS                                                        | イスラーム過激派                             | 4          | 9      |
| 2015年1月7日                  | フランス                     | シャルリー・エブド襲撃事件                   | サイド＆シェリフ・クアシ兄弟                              | イスラーム過激派                             | 12         | 11     |
| 2015年1月3日-1月7日           | ナイジェリア                 | ボルノ州虐殺事件                             | ボコ・ハラム                                              | イスラーム過激派                             | 150-2000+  | 不詳   |
| 2014年12月16日                | パキスタン                   | ペシャーワル学校襲撃事件                     | パキスタン・ターリバーン運動                              | イスラーム過激派 デオバンド派                | 148        | 114    |
| 2014年12月15日-2014年12月16日 | オーストラリア               | シドニー人質立てこもり事件                   | マン・ハロン・モニス                                      | イスラーム過激派                             | 2          | 4      |
| 2014年11月28日                | 中華人民共和国               | ヤルカンド県飲食街無差別殺傷事件             | 11人のウイグル人                                          | ウイグル独立派 イスラーム過激派              | 4          | 14     |
| 2014年11月28日                | ナイジェリア                 | カノモスク爆弾テロ事件                       | ボコ・ハラム                                              | イスラーム過激派                             | 120        | 260    |
| 2014年10月12日                | 中華人民共和国               | マラルベシ県ファーマーズマーケット襲撃事件   | 4人のウイグル人男性                                       | ウイグル独立派 イスラーム過激派              | 18         | 数十人 |
| 2014年9月21日                 | 中華人民共和国               | ブグル県連続爆弾テロ事件                     | メメティ・トゥルスン一味                                  | ウイグル独立派 イスラーム過激派              | 10         | 54     |
| 2014年8月14日-2015年2月1日    | シリア                       | ISILによる日本人人質殺害事件                 | ISIL                                                      | イスラーム過激派                             | 2          | 0      |
| 2014年7月30日                 | 中華人民共和国               | ジュマ・タヒル師暗殺事件                     | 3人のウイグル人青年                                       | ウイグル独立派 イスラーム過激派              | 1          | 0      |
| 2014年7月28日                 | 中華人民共和国               | ヤルカンド県同時多発テロ事件                 | 東トルキスタン独立運動                                    | ウイグル独立派 イスラーム過激派              | 56         | 不詳   |
| 2014年7月8日                  | 中華人民共和国               | ウシュトゥルファン県漢族農家殺傷事件         | 9人のウイグル人                                           | ウイグル独立派 イスラーム過激派              | 6          | 1      |
| 2014年6月20日                 | 中華人民共和国               | 墨玉県民兵殺害事件                           | 東トルキスタン独立運動                                    | ウイグル独立派 イスラーム過激派              | 5          | 0      |
| 2014年6月14日                 | 中華人民共和国               | マルキト県警察官襲撃事件                     | ケイサー・クルバン                                        | ウイグル独立派 イスラーム過激派              | 2          | 不詳   |
| 2014年6月12日                 | イラク                       | キャンプ・スペイサー虐殺事件                 | IS                                                        | イスラーム過激派                             | 1095-1700+ | 不詳   |
| 2014年5月24日                 | ベルギー                     | ベルギー・ユダヤ博物館発砲事件               | IS                                                        | イスラーム過激派                             | 4          | 0      |
| 2014年5月22日                 | 中華人民共和国               | ウルムチ朝市襲撃事件                         | 東トルキスタンイスラム運動                                | ウイグル独立派 イスラーム過激派              | 39         | 94     |
| 2014年4月30日                 | 中華人民共和国               | ウルムチ駅爆発事件                           | 東トルキスタンイスラム運動                                | ウイグル独立派 イスラーム過激派              | 1          | 79     |
| 2014年3月1日                  | 中華人民共和国               | 昆明駅無差別殺傷事件                         | 東トルキスタン独立運動(アブドゥレヒム・クルバン一味)      | ウイグル独立派 イスラーム過激派              | 34         | 143    |
| 2014年1月24日                 | 中華人民共和国               | トクス県連続爆弾テロ事件                     | 東トルキスタン独立運動                                    | ウイグル独立派 イスラーム過激派              | 1          | 2      |
| 2013年12月29日-2013年12月30日 | ロシア                       | ヴォルゴグラード爆弾テロ事件                 | カフカース首長国 ビラヤット・ダゲスタン                   | イスラーム過激派                             | 32         | 85     |
| 2013年12月15日                | 中華人民共和国               | 疏附県警察官襲撃事件                         | ハッサン・イスマイル一味                                  | ウイグル独立派 イスラーム過激派              | 2          | 不詳   |
| 2013年11月16日                | 中華人民共和国               | マラルベシ県派出所襲撃事件                   | 9人のウイグル人青年                                       | ウイグル独立派 イスラーム過激派              | 2          | 2      |
| 2013年10月28日                | 中華人民共和国               | 天安門広場自動車突入事件                     | 東トルキスタンイスラム運動                                | ウイグル独立派 イスラーム過激派              | 5          | 38     |
| 2013年9月21日                 | ケニア                       | ケニアショッピングモール襲撃事件             | アル・シャバブ                                            | イスラーム過激派                             | 67         | 175    |
| 2013年7月7日                  | インド                       | ブッダガヤ爆弾テロ事件                       | インディアン・ムジャーヒディーン                          | イスラーム過激派                             | 0          | 5      |
| 2013年6月26日                 | 中華人民共和国               | ピチャン県同時多発暴力テロ事件               | アヘマイティニヤズ・シディケ一味                          | ウイグル独立派 イスラーム過激派              | 24         | 21     |
| 2013年5月25日                 | インド                       | チャッティースガル州国会議員団襲撃事件       | インド共産党毛沢東主義派                                  | 共産主義                                     | 28         | 32     |
| 2013年4月23日                 | 中華人民共和国               | マラルベシ県警察官殺害事件                   | カシム・メメティ一味                                      | ウイグル独立派 イスラーム過激派              | 15         | 0      |
| 2013年4月15日                 | アメリカ合衆国               | ボストンマラソン爆弾テロ事件                 | タメルラン＆ジョハル・ツァルナエフ兄弟                    | イスラーム過激派                             | 3          | 282    |
| 2013年4月17日                 | インド                       | バンガロール爆弾テロ事件                     | インディアン・ムジャーヒディーン                          | イスラーム過激派                             | 0          | 16     |
| 2013年1月16日-2013年1月19日   | アルジェリア                 | アルジェリア人質事件                         | イスラム聖戦士血盟団                                      | イスラーム過激派                             | 48         | 7+     |
| 2012年9月11日-2012年9月13日   | エジプト · リビア · イエメン | アメリカ在外公館襲撃事件                     | 複数のイスラム主義者                                      | 映画『イノセンス・オブ・ムスリム』への抗議   | 不詳       | 不詳   |
| 2012年8月5日                  | アメリカ合衆国               | ウィスコンシン・シーク寺院銃撃事件           | ウェイド・マイケル・ペイジ                                | 右翼過激派                                   | 6          | 4      |
| 2012年6月29日                 | 中華人民共和国               | 天津航空7554便ハイジャック未遂事件           | 東トルキスタンイスラム運動                                | ウイグル独立派 イスラーム過激派              | 2          | 13     |
| 2012年3月11日-2012年3月22日   | フランス                     | ミディ＝ピレネー連続銃撃事件                 | モハメド・メラ                                            | イスラーム過激派                             | 7          | 5      |
| 2012年2月28日                 | 中華人民共和国               | カルギリク県步行者通り暴力テロ事件           | アブドゥケレム・マムティ一味                              | ウイグル独立派 イスラーム過激派              | 16         | 18     |
| 2011年12月28日                | 中華人民共和国               | グマ県羊飼い立てこもり事件                   | 15人のウイグル人青年                                      | ウイグル独立派 イスラーム過激派              | 1          | 1      |
| 2011年8月25日                 | メキシコ                     | モンテレイ・カジノ放火事件                   | ロス・セタス                                              | ナルコテロリズム                             | 52         | 10     |
| 2011年7月30日-7月31日         | 中華人民共和国               | カシュガル連続暴力テロ事件                   | 東トルキスタンイスラム運動                                | ウイグル独立派 イスラーム過激派              | 14-18      | 42-43  |
| 2011年7月22日                 | ノルウェー                   | ノルウェー連続テロ事件                       | アンネシュ・ベーリング・ブレイビク                        | 右翼過激派                                   | 77         | 319+   |
| 2011年7月18日                 | 中華人民共和国               | ホータン市連続暴力テロ事件                   | 東トルキスタン独立運動                                    | ウイグル独立派 イスラーム過激派              | 4          | 4      |
| 2011年4月28日                 | モロッコ                     | マラケシュ爆弾テロ事件                       | AQIM                                                      | イスラーム過激派                             | 17         | 25     |
| 2011年4月11日                 | ベラルーシ                   | ミンスク地下鉄爆破テロ事件                   | ドミトリー・コノワロフ ウラジスラフ・コワリョフ           | 不明                                         | 15         | 204    |
| 2011年1月24日                 | ロシア                       | ドモジェドヴォ空港爆破事件                   | カフカース首長国                                          | イスラーム過激派                             | 35         | 173    |
| 2011年1月1日                  | エジプト                     | アレクサンドリア自爆テロ事件                 | ジャイシュ・アル・イスラム                                | イスラーム過激派                             | 23         | 97     |

### 2001年 - 2010年
| 日付                          | 国                      | 事件                                             | 加害者                                       | 政治的傾向                          | 死者 | 負傷者 |
| ----------------------------- | ----------------------- | ------------------------------------------------ | -------------------------------------------- | ----------------------------------- | ---- | ------ |
| 2010年12月12日                | 日本                    | 戸井田和之選挙事務所襲撃事件                     | 山口組幹部の男                               | ヤクザ                              | 1    | 0      |
| 2010年12月11日                | スウェーデン            | ストックホルム自爆テロ事件                       | タイムール・アブデル・ワハブ                 | イスラーム過激派                    | 0    | 2      |
| 2010年10月31日                | イラク                  | バグダード教会襲撃事件                           | ISI                                          | イスラーム過激派                    | 53   | 78     |
| 2010年8月19日                 | 中華人民共和国          | アクス爆弾テロ事件(2010)                         | ウイグル人の男                               | ウイグル独立派 イスラーム過激派     | 7+   | 14+    |
| 2010年7月11日                 | ウガンダ                | カンパラ自爆テロ事件                             | アル・シャバブ                               | イスラーム過激派                    | 74   | 70     |
| 2010年5月28日                 | パキスタン              | アフマディーヤ・モスク襲撃事件                   | パンジャブ・ターリバーン運動                 | イスラーム過激派                    | 87   | 120+   |
| 2010年3月29日                 | ロシア                  | モスクワ地下鉄爆破テロ事件                       | カフカース首長国                             | チェチェン独立派 イスラーム過激派   | 40   | 102    |
| 2009年5月31日                 | アメリカ合衆国          | ティラー医師射殺事件                             | スコット・フィリップ・ローダー               | キリスト教原理主義 人工中絶への反感 | 1    | 0      |
| 2009年3月3日                  | パキスタン              | クリケット・スリランカ代表襲撃事件               | 不明                                         | 不明                                | 8    | 9      |
| 2008年11月26日-11月29日       | インド                  | ムンバイ同時多発テロ事件                         | ラシュカレトイバ                             | イスラーム過激派                    | 166  | 600+   |
| 2008年9月20日                 | パキスタン              | イスラマバード・マリオットホテル爆破テロ事件     | アルカーイダ                                 | イスラーム過激派                    | 54   | 266    |
| 2008年9月15日                 | メキシコ                | モレリア手榴弾爆発事件                           | ラ・ファミリア・カルテル                     | ナルコテロリズム                    | 8-17 | 132    |
| 2008年8月4日                  | 中華人民共和国          | カシュガル武装警察隊襲撃事件                     | 2人のウイグル人男性                          | ウイグル独立派 イスラーム過激派     | 17   | 15     |
| 2008年6月8日                  | 日本                    | 秋葉原通り魔事件                                 | 加藤 智大                                    | 不明                                | 7    | 10     |
| 2008年6月2日                  | パキスタン              | 駐パキスタン・デンマーク大使館自爆テロ事件       | サイード・アル=マスリー                      | イスラーム過激派                    | 8    | 24     |
| 2008年3月7日                  | 中華人民共和国          | 中国南方航空6901便爆破未遂事件                   | 東トルキスタン独立運動                       | ウイグル独立派 イスラーム過激派     | 0    | 0      |
| 2007年12月27日                | パキスタン              | ベーナズィール・ブットー元首相暗殺事件           | アルカーイダ                                 | イスラーム過激派                    | 23   | 0      |
| 2007年10月21日                | トルコ                  | ハッキャリにおけるPKKとトルコ軍の武力衝突        | クルディスタン労働者党 (PKK)                 | クルド独立派                        | 12   | 16     |
| 2007年10月11日                | インド                  | ムイーヌッディーン・チシュティー廟爆破事件       | 民族義勇団 (RSS)                             | ヒンドゥー教過激派                  | 3    | 17     |
| 2007年6月30日                 | イギリス                | グラスゴー空港テロ事件                           | アルカーイダと思われる                       | イスラーム過激派                    | 0    | 5      |
| 2007年2月18日                 | インド                  | サムジャウタ急行爆破テロ事件                     | 不明                                         | ヒンドゥー教過激派                  | 68   | 50     |
| 2006年12月30日                | スペイン                | マドリード＝バラハス空港爆弾事件                 | バスク祖国と自由                             | バスク独立派                        | 2    | 52     |
| 2006年7月11日                 | インド                  | ムンバイ列車爆破事件                             | ラシュカレ・カッハール                       | イスラーム過激派                    | 209  | 714    |
| 2005年11月9日                 | ヨルダン                | アンマン自爆テロ事件                             | イラク人の男3人                              | イスラーム過激派                    | 60   | 115    |
| 2005年10月1日                 | インドネシア            | バリ島爆弾テロ事件                               | ジェマ・イスラミア                           | イスラーム過激派                    | 20   | 196    |
| 2005年7月7日                  | イギリス                | ロンドン同時爆破事件                             | アルカーイダ                                 | イスラーム過激派                    | 52   | 784    |
| 2004年10月27日                | イラク                  | イラク日本人青年殺害事件                         | イラクの聖戦アル＝カーイダ組織               | イスラーム過激派                    | 1    | 0      |
| 2004年9月9日                  | インドネシア            | 駐インドネシア・オーストラリア大使館爆破テロ事件 | ジェマ・イスラミア                           | イスラーム過激派                    | 8    | 150    |
| 2004年9月1日-9月3日           | ロシア                  | ベスラン学校占拠事件                             | シャミル・バサエフ                           | チェチェン独立派                    | 355  | 783    |
| 2004年8月24日                 | ロシア                  | ロシア航空機爆破事件(2004)                       | 2人のチェチェン人女性                        | チェチェン独立派                    | 90   | 0      |
| 2004年3月11日                 | スペイン                | マドリード列車爆破テロ事件                       | アルカーイダ                                 | イスラーム過激派                    | 191  | 2050   |
| 2003年11月15日 2003年11月20日 | トルコ                  | イスタンブール爆弾テロ事件                       | アルカーイダ                                 | イスラーム過激派                    | 57   | 700+   |
| 2003年8月5日                  | インドネシア            | マリオットホテル爆破テロ事件                     | ジェマ・イスラミア                           | イスラーム過激派                    | 12   | 150    |
| 2003年5月16日                 | モロッコ                | カサブランカ爆弾テロ事件                         | サラフィア・ジハディア                       | イスラーム過激派                    | 33   | 100+   |
| 2003年3月26日                 | キルギス 中華人民共和国 | 中国＝キルギス国際バス襲撃事件                   | 東トルキスタンイスラム運動                   | ウイグル独立派 イスラーム過激派     | 21   | 0      |
| 2003年2月7日                  | コロンビア              | エル・ノガル・クラブ爆破テロ事件                 | コロンビア革命軍                             | マルクス・レーニン主義              | 36   | 200+   |
| 2002年10月23日-10月26日       | ロシア                  | モスクワ劇場占拠事件                             | リヤド・アス・サリヒーン、IIPB、SPIR         | チェチェン独立派                    | 130  | 700+   |
| 2002年10月12日                | インドネシア            | バリ島爆弾テロ事件                               | ジェマ・イスラミア                           | イスラーム過激派                    | 202  | 209    |
| 2002年9月24日                 | インド                  | アークシャルダーム寺院襲撃事件                   | ラシュカレ・タイバ                           | イスラーム過激派 カシミール分離主義 | 30   | 80+    |
| 2002年6月29日                 | キルギス 中華人民共和国 | ビシュケク中国人外交官暗殺事件                   | 東トルキスタン解放機構                       | ウイグル独立派 イスラーム過激派     | 2    | 0      |
| 2002年2月28日                 | インド                  | ナロダ・パティヤの虐殺                           | バジュラン・ダル                             | ヒンドゥー教過激派 反イスラーム主義 | 97   | 30+    |
| 2001年12月13日                | インド                  | インド国会議事堂襲撃事件                         | ラシュカレトイバ、ジャイシュ＝エ＝ムハンマド | イスラーム過激派                    | 14   | 18     |
| 2001年9月18日 2001年10月9日   | アメリカ合衆国          | アメリカ炭疽菌事件                               | 不明                                         | 不明                                | 5    | 17     |
| 2001年9月11日                 | アメリカ合衆国          | アメリカ同時多発テロ事件                         | アルカーイダ                                 | イスラーム過激派                    | 3025 | 25000+ |
| 2001年7月24日                 | スリランカ              | バンダラナイケ国際空港襲撃事件                   | タミル・タイガー                             | タミル民族主義                      | 7    | 12     |

## 20世紀
| 日付                          | 国                                     | 事件                                         | 加害者                                     | 政治的傾向                                        | 死者 | 負傷者  |
| ----------------------------- | -------------------------------------- | -------------------------------------------- | ------------------------------------------ | ------------------------------------------------- | ---- | ------- |
| 2000年10月12日                | イエメン アメリカ合衆国                | 米艦コール襲撃事件                           | アルカーイダ                               | イスラーム過激派                                  | 17   | 39      |
| 2000年9月9日-2007年4月25日    | ドイツ                                 | NSU連続殺人事件                              | 国家社会主義地下組織                       | 右翼過激派 ネオ・ナチ                             | 10   | 1       |
| 1999年10月24日                | 中華人民共和国                         | ポスカム県派出所襲撃事件                     | 東トルキスタン独立運動                     | ウイグル独立派 イスラーム過激派                   | 2    | 2       |
| 1999年8月31日-9月16日         | ロシア                                 | ロシア高層アパート連続爆破事件               | イスラム分離主義勢力                       | チェチェン独立派                                  | 293  | 1000+   |
| 1999年4月17日-4月30日         | イギリス                               | ロンドン連続釘爆弾事件                       | デイヴィッド・コープランド                 | 右翼過激派 ネオ・ナチ 人種差別主義                | 4    | 140     |
| 1998年9月29日                 | スリランカ                             | ライオンエア602便撃墜事件                    | タミル・タイガー                           | タミル民族主義                                    | 55   | 0       |
| 1998年8月15日                 | イギリス                               | オマー爆弾テロ事件                           | 真のIRA                                    | アイルランド統一                                  | 29   | 300+    |
| 1998年8月7日                  | ケニア · タンザニア · アメリカ合衆国   | 駐ケニア・駐タンザニア米国大使館爆破事件     | アルカーイダ                               | イスラーム過激派                                  | 224  | 4000+   |
| 1998年1月30日-2月18日         | 中華人民共和国                         | カシュガル投毒事件                           | 東トルキスタン解放機構                     | ウイグル独立派 イスラーム過激派                   | 1    | 4       |
| 1997年11月17日                | エジプト                               | ルクソール事件                               | イスラム集団                               | イスラーム過激派                                  | 63   | 85      |
| 1997年2月25日                 | 中華人民共和国                         | ウルムチバス爆破事件                         | 東トルキスタンイスラム運動                 | ウイグル独立派 イスラーム過激派                   | 9    | 28      |
| 1996年12月17日-1997年4月22日  | ペルー                                 | 在ペルー日本大使公邸占拠事件                 | トゥパク・アマル革命運動                   | 共産主義                                          | 1    | 8       |
| 1996年8月27日                 | 中華人民共和国                         | ジャンギリエスキ郷事件                       | 6人のウイグル分離主義者                    | ウイグル独立派 イスラーム過激派                   | 6    | 2       |
| 1996年7月27日                 | アメリカ合衆国                         | センテニアル・オリンピック公園爆破事件       | エリック・ルドルフ                         | キリスト教原理主義                                | 2    | 111     |
| 1996年7月24日                 | スリランカ                             | コロンボ郊外列車爆破事件                     | タミル・タイガー                           | タミル民族主義                                    | 64   | 400     |
| 1995年12月24日-12月26日       | アルジェリア フランス                  | エールフランス8969便ハイジャック事件         | 武装イスラム集団                           | イスラーム過激派                                  | 3    | 25      |
| 1995年10月9日                 | アメリカ合衆国                         | アリゾナ州列車脱線事件                       | 不明                                       | 不明                                              | 1    | 78      |
| 1995年7月25日-10月17日        | フランス                               | パリ地下鉄駅爆弾テロ事件                     | 武装イスラム集団                           | イスラーム過激派                                  | 8    | 157     |
| 1995年6月14日-6月19日         | ロシア                                 | ブジョンノフスク病院占拠事件                 | シャミル・バサエフ一味                     | チェチェン独立派                                  | 129  | 415     |
| 1995年4月19日                 | アメリカ合衆国                         | オクラホマシティ連邦政府ビル爆破事件         | ティモシー・マクベイほか                   | 右翼過激派                                        | 168  | 680+    |
| 1995年3月30日                 | 日本                                   | 警察庁長官狙撃事件                           | オウム真理教徒か                           | オウム真理教関与の可能性                          | 0    | 1       |
| 1995年3月20日                 | 日本                                   | 地下鉄サリン事件                             | オウム真理教徒ら                           | オウム真理教                                      | 14   | 6300    |
| 1994年12月11日                | 日本 フィリピン                        | フィリピン航空434便爆破事件                  | アルカーイダ                               | イスラーム過激派                                  | 1    | 10+     |
| 1994年7月18日                 | アルゼンチン イスラエル                | アルゼンチン・イスラエル相互協会爆破事件     | ヒズボラか？                               | イスラーム過激派 反ユダヤ主義                     | 85   | 300+    |
| 1994年6月27日-6月28日         | 日本                                   | 松本サリン事件                               | オウム真理教徒ら                           | オウム真理教                                      | 8    | 600     |
| 1994年2月25日                 | パレスチナ                             | マクペラの洞窟虐殺事件                       | バールーフ・ゴールドシュテイン             | ユダヤ教過激派 カハネ主義                         | 29   | 125     |
| 1993年10月20日                | 日本                                   | 野村秋介による自爆テロ事件                   | 野村秋介                                   | 右翼過激派                                        | 1    | 0       |
| 1993年6月17日-9月5日          | 中華人民共和国                         | 新疆南部連続爆破事件                         | 東トルキスタン独立運動                     | ウイグル独立派 イスラーム過激派                   | 2    | 36      |
| 1993年5月29日                 | ドイツ                                 | ゾーリンゲン放火事件                         | 4人のネオ・ナチ                            | 右翼過激派 ネオ・ナチ                             | 5    | 14      |
| 1993年5月1日                  | スリランカ                             | プレマダーサ大統領暗殺事件                   | タミル・タイガー                           | タミル民族主義                                    | 23   | 38-60   |
| 1993年3月12日                 | インド                                 | ムンバイ連続爆破事件                         | D-カンパニー                               | 反ヒンドゥー教か？                                | 257  | 1400    |
| 1993年2月26日                 | アメリカ合衆国                         | 世界貿易センタービル爆破事件                 | アルカーイダ                               | イスラーム過激派                                  | 6    | 1042    |
| 1993年1月25日                 | アメリカ合衆国                         | CIA本部銃撃事件                              | ミル・アイマル・カシ                       | イスラーム過激派                                  | 2    | 3       |
| 1992年3月17日                 | アルゼンチン イスラエル                | 駐アルゼンチン・イスラエル大使館爆破事件     | イスラム聖戦機構                           | イスラーム過激派 シーア派 反ユダヤ主義            | 29   | 242     |
| 1992年2月5日                  | 中華人民共和国                         | ウルムチ連続爆弾テロ事件                     | 東トルキスタンイスラム改革党               | ウイグル独立派 イスラーム過激派                   | 3    | 23      |
| 1991年9月4日                  | 日本                                   | 外務省審議官実父宅放火殺人事件               | 中核派                                     | 左翼過激派                                        | 2    | 0       |
| 1991年5月21日                 | インド                                 | ラジーヴ・ガンディー暗殺事件                 | タミル・タイガー                           | タミル民族主義                                    | 16   | 43      |
| 1990年11月1日-11月2日         | 日本                                   | 警視庁独身寮爆破事件                         | 革労協                                     | 左翼過激派                                        | 1    | 8       |
| 1990年8月3日                  | スリランカ                             | カッタンクディの虐殺                         | タミル・タイガー                           | タミル民族主義                                    | 147  | 不詳    |
| 1990年4月12日                 | 日本                                   | 日本飛行機専務宅放火殺人事件                 | 中核派                                     | 左翼過激派 成田闘争                               | 1    | 1       |
| 1990年4月4日-4月10日          | 中華人民共和国                         | バレン郷暴動事件                             | 東トルキスタンイスラム党                   | ウイグル独立派 イスラーム過激派                   | 23   | 21      |
| 1989年12月6日                 | カナダ                                 | モントリオール理工科大学虐殺事件             | マルク・レピーヌ                           | フェミニズムへの敵意                              | 14   | 14      |
| 1989年12月6日                 | コロンビア                             | コロンビア国家保安局本部ビル爆破事件         | メデジン・カルテル                         | ナルコテロリズム                                  | 52   | 1000+   |
| 1989年11月27日                | コロンビア                             | アビアンカ航空203便爆破事件                  | メデジン・カルテル                         | ナルコテロリズム                                  | 110  | 0       |
| 1989年11月4日                 | 日本                                   | 坂本堤弁護士一家殺害事件                     | オウム真理教徒ら                           | オウム真理教                                      | 3    | 0       |
| 1988年8月20日                 | イギリス                               | バリーガウリーバス爆破事件                   | IRA暫定派                                  | アイルランド統一                                  | 8    | 28      |
| 1988年4月14日                 | イタリア                               | ナポリ米軍クラブ襲撃事件                     | 日本赤軍（赤軍側は否定）                   | 不明                                              | 5    | 15      |
| 1988年3月8日                  | ソビエト連邦                           | アエロフロート3739便ハイジャック事件         | オベチキン一族                             | 不明                                              | 4    | 20-36   |
| 1987年11月8日                 | イギリス                               | リメンバランス・サンデー爆弾事件             | IRA暫定派                                  | アイルランド統一                                  | 12   | 63      |
| 1987年6月19日                 | スペイン                               | バルセロナスーパーマーケット爆破事件         | バスク祖国と自由                           | バスク民族主義                                    | 21   | 45      |
| 1987年6月9日                  | イタリア 日本                          | 在ローマ各国大使館襲撃事件                   | 日本赤軍（奥平純三）                       | 共産主義                                          | 0    | 0       |
| 1987年5月3日                  | 日本                                   | 赤報隊事件                                   | 「赤報隊」を名乗る人物                     | 右翼過激派                                        | 1    | 1       |
| 1986年12月25日                | サウジアラビア イラク                  | イラク航空163便ハイジャック事件              | ヒズボラ                                   | イスラーム過激派 シーア派                         | 63   | 35      |
| 1986年11月15日                | フィリピン 日本                        | 三井物産マニラ支店長誘拐事件                 | 日本赤軍                                   | 共産主義                                          | 0    | 0       |
| 1986年9月5日                  | パキスタン アメリカ合衆国              | パンアメリカン航空73便ハイジャック事件       | アブ・ニダル                               | パレスチナ過激派                                  | 21   | 120     |
| 1986年5月14日                 | インドネシア                           | ジャカルタ事件                               | 日本赤軍（城崎勉）                         | 共産主義                                          | 0    | 0       |
| 1986年5月3日                  | スリランカ                             | エア・ランカ512便爆破事件                    | タミル・タイガー                           | タミル民族主義                                    | 21   | 41      |
| 1985年12月27日                | イタリア · オーストリア                | ローマ空港・ウィーン空港同時テロ事件         | アブ・ニダル                               | パレスチナ過激派                                  | 19   | 138     |
| 1985年11月23日-11月24日       | マルタ · エジプト                      | エジプト航空648便ハイジャック事件            | アブ・ニダル                               | パレスチナ過激派                                  | 58   | 34      |
| 1985年11月6日-11月7日         | コロンビア                             | コロンビア最高裁占拠事件                     | M-19                                       | マルクス主義                                      | 115  |         |
| 1985年6月23日                 | アイルランド沖 インド                  | エア・インディア182便爆破事件                | ババール・カルサ                           | シーク教過激派                                    | 329  | 0       |
| 1985年6月23日                 | 日本                                   | 成田空港手荷物爆発事件                       | ババール・カルサ                           | シーク教過激派                                    | 2    | 4       |
| 1984年12月23日                | イタリア                               | 急行列車904号爆破事件                        | コーサ・ノストラ                           | 不明                                              | 16   | 267     |
| 1984年10月12日                | イギリス                               | グランド・ブライトン・ホテル爆破事件         | IRA暫定派                                  | アイルランド統一 マーガレット・サッチャー暗殺未遂 | 5    | 31-34   |
| 1984年8月29日-10月10日        | アメリカ合衆国                         | ラジニーシ教団によるバイオテロ事件           | 不明                                       | 不明                                              | 0    | 751     |
| 1983年12月17日                | イギリス                               | ハロッズ爆破事件(1983)                       | IRA暫定派                                  | アイルランド統一                                  | 6    | 90      |
| 1983年11月18日                | ソビエト連邦                           | アエロフロート6833便ハイジャック事件         | 7人のジョージア人青年                      | 不明                                              | 8    | 12      |
| 1983年10月23日                | レバノン アメリカ合衆国 フランス       | ベイルート兵舎爆破事件                       | イスラム聖戦機構                           | イスラーム過激派 シーア派 反米主義                | 303  | 118     |
| 1983年9月23日                 | アラブ首長国連邦 バーレーン            | ガルフエア771便爆破事件                      | アブ・ニダル                               | パレスチナ過激派                                  | 112  | 0       |
| 1983年7月27日                 | ポルトガル トルコ                      | 駐ポルトガル・トルコ大使館襲撃事件           | アルメニア解放秘密軍                       | アルメニア人虐殺の復讐                            | 7    | 2       |
| 1983年6月7日                  | 日本                                   | 東鉄工業作業員宿舎放火殺人事件               | 中核派                                     | 左翼過激派 成田闘争                               | 2    | 1       |
| 1983年5月20日                 | 南アフリカ共和国                       | チャーチストリート爆弾事件                   | 民族の槍                                   | 黒人民族主義 反アパルトヘイト                     | 19   | 217     |
| 1983年4月18日                 | レバノン アメリカ合衆国                | 駐レバノン・アメリカ大使館爆破事件           | イスラム聖戦機構                           | イスラーム過激派 シーア派 反米主義                | 63   | 120     |
| 1982年8月11日                 | アメリカ合衆国                         | パンアメリカン航空830便爆破事件              | 5月15日機構                                | パレスチナ過激派                                  | 1    | 15      |
| 1982年7月20日                 | イギリス                               | ハイドパーク・リージェンツパーク爆弾テロ事件 | IRA暫定派                                  | アイルランド統一                                  | 11   | 50      |
| 1981年8月30日                 | イラン                                 | イラン首相官邸爆弾事件                       | モジャーヘディーネ・ハルグ                 | シーア派社会主義                                  | 8    | 23      |
| 1981年6月28日                 | イラン                                 | 第7ティール月自爆テロ事件                    | モジャーヘディーネ・ハルグ                 | シーア派社会主義                                  | 74   | 不詳    |
| 1981年5月19日                 | イギリス                               | アーマー県英兵爆殺事件                       | IRA暫定派                                  | アイルランド統一                                  | 5    | 0       |
| 1981年3月28日                 | インドネシア                           | ガルーダ航空206便ハイジャック事件            | コマンド・ジハード                         | イスラーム過激派                                  | 7    | 2       |
| 1980年9月26日                 | 西ドイツ                               | オクトーバーフェスト爆弾テロ事件             | グンドルフ・ケーラー                       | 右翼過激派 ネオ・ナチ                             | 12   | 211     |
| 1980年8月2日                  | イタリア                               | ボローニャ駅爆破テロ事件                     | 武装革命中核                               | 右翼過激派 ネオ・ファシズム                       | 85   | 200+    |
| 1980年2月27日-4月27日         | コロンビア                             | 在コロンビア ドミニカ共和国大使館占拠事件    | M-19                                       | 民族主義                                          | 1    |         |
| 1979年11月20日-12月4日        | サウジアラビア                         | アル＝ハラム・モスク占拠事件                 | イフワーン                                 | イスラーム過激派                                  | 244+ | 451+    |
| 1979年11月3日                 | アメリカ合衆国                         | グリーンズボロ虐殺事件                       | アメリカ・ナチ党 KKK                       | 国家社会主義 人種差別主義                         | 5    | 12+     |
| 1979年8月27日                 | イギリス                               | ナロー・ウォーター城の虐殺                   | IRA暫定派                                  | アイルランド統一                                  | 19   | 21+     |
| 1979年8月27日                 | アイルランド                           | ルイス・マウントバッテン暗殺事件             | IRA暫定派                                  | アイルランド統一                                  | 4    | 6       |
| 1979年7月29日                 | スペイン                               | マドリード3連続爆破事件                      | バスク祖国と自由                           | バスク民族主義                                    | 7    | 100+    |
| 1979年2月12日                 | ローデシア                             | エア・ローデシア827便撃墜事件                | ジンバブエ人民革命軍                       | ジンバブエ独立                                    | 59   | 0       |
| 1978年9月3日                  | ローデシア                             | エア・ローデシア825便事件                    | ジンバブエ人民革命軍                       | ジンバブエ独立                                    | 48   | 不詳    |
| 1978年8月19日                 | イラン                                 | シネマ・レックス焼き打ち事件                 | 不明                                       | 不明                                              | 420+ | 不詳    |
| 1978年3月16日-5月9日          | イタリア                               | アルド・モーロ元首相誘拐暗殺事件             | 赤い旅団                                   | 左翼過激派                                        | 1    | 0       |
| 1978年2月17日                 | イギリス                               | ラ・モン・レストラン焼き打ち事件             | IRA暫定派                                  | アイルランド統一                                  | 12   | 30      |
| 1977年12月4日                 | マレーシア                             | マレーシア航空653便ハイジャック墜落事件      | 日本赤軍か？                               | 共産主義                                          | 100  | 0       |
| 1977年10月13日-10月18日       | ソマリア 西ドイツ                      | ルフトハンザ航空181便ハイジャック事件        | パレスチナ解放人民戦線 ドイツ赤軍          | 共産主義                                          | 1    | 4       |
| 1977年9月28日-10月3日         | バングラデシュ 日本                    | ダッカ日航機ハイジャック事件                 | 日本赤軍                                   | 共産主義                                          | 0    | 数名    |
| 1977年5月9日                  | 日本                                   | 芝山町長宅前臨時派出所襲撃事件               | 中核派                                     | 左翼過激派 成田闘争                               | 1    | 5       |
| 1977年1月24日                 | スペイン                               | マドリード・アトーチャ通り弁護士殺害事件     | 3人の極右青年                              | ネオ・ファシズム                                  | 5    | 4       |
| 1977年1月8日                  | ソビエト連邦                           | モスクワ地下鉄爆破事件(1977)                 | アルメニア統一国民党                       | アルメニア民族主義                                | 7    | 37      |
| 1976年3月2日                  | 日本                                   | 北海道庁爆破事件                             | 大森勝久（本人は否定）                     | 左翼過激派 反日亡国論                             | 2    | 80+     |
| 1976年1月5日                  | イギリス                               | キングスミルの虐殺                           | IRA暫定派                                  | アイルランド統一 反プロテスタント主義             | 10   | 1       |
| 1976年1月1日                  | サウジアラビア レバノン                | ミドル・イースト航空438便爆破事件            | 不明                                       | 不明                                              | 81   | 0       |
| 1975年12月29日                | アメリカ合衆国                         | ラガーディア空港爆破事件                     | 不明                                       | 不明                                              | 11   | 74      |
| 1975年11月29日                | アイルランド                           | ダブリン空港爆破事件                         | アルスター防衛同盟                         | アルスター忠誠派 反カトリック主義                 | 1    | 10      |
| 1975年8月13日                 | イギリス                               | バヤルド・バー襲撃事件                       | IRA暫定派                                  | アイルランド統一                                  | 5    | 50+     |
| 1975年8月4日                  | マレーシア リビア 日本                 | クアラルンプール事件                         | 日本赤軍                                   | 共産主義                                          | 1    | 0       |
| 1975年4月24日                 | スウェーデン · 西ドイツ                | 西ドイツ大使館占領事件                       | ドイツ赤軍                                 | 共産主義                                          | 2    | 10      |
| 1974年11月21日                | イギリス                               | バーミンガム・パブ爆破事件                   | IRA暫定派                                  | アイルランド統一                                  | 21   | 182     |
| 1974年10月5日                 | イギリス                               | ギルフォード・パブ爆破事件                   | IRA暫定派                                  | アイルランド統一                                  | 5    | 65+     |
| 1974年9月14日                 | オランダ シリア 日本                   | ハーグ事件                                   | 日本赤軍（和光晴生、奥平純三、西川純）     | 共産主義                                          | 0    | 3       |
| 1974年9月13日                 | スペイン                               | カフェテリア・ローランド爆破事件             | バスク祖国と自由                           | バスク民族主義                                    | 13   | 71      |
| 1974年9月8日                  | ギリシャ アメリカ合衆国                | トランス・ワールド航空841便爆破事件          | アブ・ニダル                               | パレスチナ過激派                                  | 88   | 0       |
| 1974年8月30日                 | 日本                                   | 三菱重工爆破事件                             | 東アジア反日武装戦線                       | 反日アナキズム                                    | 8    | 376     |
| 1974年8月4日                  | イタリア                               | イタリクス急行爆破事件                       | 黒い秩序                                   | 右翼過激派 ネオ・ファシズム                       | 12   | 48      |
| 1974年5月17日                 | アイルランド                           | ダブリン・モナハン爆弾事件                   | アルスター義勇軍                           | アルスター忠誠派 反カトリック主義                 | 34   | 約300名 |
| 1974年5月2日                  | イギリス                               | ローズ & クラウン・バー爆破事件              | アルスター義勇軍                           | アルスター忠誠派 反カトリック主義                 | 6    | 18      |
| 1974年2月6日                  | クウェート イエメン 日本               | 在クウェート日本大使館占拠事件               | 日本赤軍、パレスチナ解放人民戦線           | 共産主義                                          | 0    | 0       |
| 1974年2月4日                  | イギリス                               | M62コーチ爆破事件                            | IRA暫定派                                  | アイルランド統一                                  | 12   | 38      |
| 1974年1月31日                 | シンガポール クウェート 日本           | シンガポール事件                             | 日本赤軍、パレスチナ解放人民戦線           | 共産主義                                          | 0    | 数名    |
| 1973年7月20日                 | 日本 アラブ首長国連邦 アラブ共和国連邦 | ドバイ日航機ハイジャック事件                 | 日本赤軍、パレスチナ解放人民戦線           | 共産主義                                          | 1    | 1名以上 |
| 1973年6月20日                 | アルゼンチン                           | エセイサ国際空港虐殺事件                     | 正統派ペロン主義者                         | 右翼過激派                                        | 13   | 365     |
| 1973年6月12日                 | イギリス                               | コールレーン連続爆破事件                     | IRA暫定派                                  | アイルランド統一                                  | 6    | 33      |
| 1973年5月18日                 | ソビエト連邦                           | アエロフロート109便ハイジャック墜落事件      | チンギス・ユヌソグリ・ルザエフ             | 不明                                              | 81   | 0       |
| 1972年12月20日                | イギリス                               | トップ・オブ・ザ・ヒル・バー銃乱射事件       | アルスター防衛同盟                         | アルスター忠誠派 反カトリック主義                 | 5    | 4       |
| 1972年9月5日                  | 西ドイツ                               | ミュンヘンオリンピック事件                   | 黒い九月                                   | パレスチナ過激派                                  | 12   | 0       |
| 1972年8月22日                 | イギリス                               | ニューリー税庁爆破事件                       | IRA暫定派                                  | アイルランド統一                                  | 9    | 20      |
| 1972年7月31日                 | イギリス                               | クラウディー連続爆破事件                     | IRA                                        | アイルランド統一                                  | 9    | 30      |
| 1972年7月21日                 | イギリス                               | 血の金曜日事件                               | IRA暫定派                                  | アイルランド統一                                  | 9    | 130     |
| 1972年6月15日                 | ベトナム共和国 イギリス領香港          | キャセイ・パシフィック航空700Z便爆破事件     | 不明                                       | 不明                                              | 81   | 0       |
| 1972年5月30日                 | イスラエル 日本                        | テルアビブ空港乱射事件                       | アラブ赤軍（奥平剛士、安田安之、岡本公三） | 共産主義                                          | 26   | 73      |
| 1972年3月20日                 | イギリス                               | ドネゴール通り爆破事件                       | IRA暫定派                                  | アイルランド統一                                  | 7    | 148     |
| 1972年2月22日                 | イギリス                               | オールダーショット駐屯地爆発事件             | IRA公式派                                  | アイルランド統一                                  | 7    | 19      |
| 1972年2月19日-2月28日         | 日本                                   | あさま山荘事件                               | 連合赤軍                                   | 共産主義                                          | 3    | 27      |
| 1972年1月26日                 | チェコスロバキア ユーゴスラビア        | JATユーゴスラビア航空機爆破事件              | ウスタシャ                                 | クロアチア民族主義                                | 27   | 1       |
| 1971年12月4日                 | イギリス                               | マガークス・バー爆破事件                     | アルスター義勇軍                           | アルスター忠誠派 反カトリック主義                 | 15   | 17      |
| 1971年10月10日                | ソビエト連邦                           | アエロフロート773便爆破事件                  | 不明                                       | 不明                                              | 25   | 0       |
| 1970年10月5日-12月28日        | カナダ                                 | オクトーバー・クライシス                     | ケベック解放戦線                           | ケベック独立派                                    | 1    | 0       |
| 1970年9月6日                  | ヨルダン 西側諸国の旅客機              | PFLP旅客機同時ハイジャック事件               | パレスチナ解放人民戦線                     | パレスチナ過激派                                  | 0    | 1       |
| 1970年3月31日                 | 日本 韓国 北朝鮮                       | よど号ハイジャック事件                       | 共産主義者同盟赤軍派（よど号グループ）     | 共産主義                                          | 0    | 0       |
| 1970年2月21日                 | スイス                                 | スイス航空330便爆破事件                      | パレスチナ解放人民戦線                     | パレスチナ過激派                                  | 47   | 0       |
| 1969年12月12日                | イタリア                               | フォンターナ広場爆破事件                     | 新い秩序                                   | 右翼過激派 ネオ・ファシズム                       | 17   | 88      |
| 1969年10月24日-1971年12月18日 | 日本                                   | 土田・日石・ピース缶爆弾事件                 | 不明                                       | 不明                                              | 1    | 3       |
| 1968年7月23日                 | アルジェリア イスラエル                | エル・アル航空426便ハイジャック事件          | パレスチナ解放人民戦線                     | パレスチナ過激派                                  | 0    | 0       |
| 1967年10月12日                | ギリシャ王国                           | キプロス航空284便爆破事件                    | 不明                                       | 不明                                              | 66   | 0       |
| 1965年6月25日                 | ベトナム共和国                         | サイゴン爆弾テロ事件                         | 南ベトナム解放民族戦線                     | ベトナム戦争                                      | 42   | 80      |
| 1963年9月15日                 | アメリカ合衆国                         | 16番街バプテスト教会爆破事件                 | KKK                                        | 白人優越主義                                      | 4    | 22      |
| 1961年6月18日                 | フランス                               | ヴィトリー＝ル＝フランソワ列車爆破事件       | 秘密軍事組織 (OAS)                         | ネオ・ファシズム                                  | 28   | 100+    |
| 1960年10月12日                | 日本                                   | 浅沼稲次郎暗殺事件                           | 山口二矢                                   | 右翼過激派                                        | 1    | 0       |
| 1960年3月4日                  | キューバ                               | ラ・クーブル号爆破事件                       | 不明                                       | 不明                                              | 100  | 200     |
| 1954年3月17日                 | イスラエル                             | マアレ・アクラビム虐殺事件                   | 不明                                       | 不明                                              | 11   | 2       |
| 1949年9月9日                  | カナダ                                 | カナディアン航空機爆破事件                   | アルベール・ガイら                         | 主犯の妻の生命保険金目当て                        | 23   | 0       |
| 1949年8月5日                  | シリア                                 | メナシャ・シナゴーグ襲撃事件                 | 不明                                       | 不明                                              | 12   | 不詳    |
| 1948年6月22日-9月22日         | エジプト                               | カイロ連続爆破事件                           | 不明                                       | 反ユダヤ主義                                      | 70   | 200     |
| 1948年2月22日                 | イギリス委任統治領パレスチナ           | ベン・イェフダ通り爆弾テロ事件               | アラブ人不正規兵                           | パレスチナ過激派                                  | 58   | 123     |
| 1946年7月22日                 | イギリス委任統治領パレスチナ           | キング・デイヴィッド・ホテル爆破事件         | ユダヤ民族軍事機構                         | シオニズム過激派                                  | 91   | 46      |
| 1945年8月24日                 | 大日本帝国                             | 松江騒擾事件                                 | 皇国義勇軍                                 | 太平洋戦争継続派                                  | 1    | 0       |
| 1945年7月24日                 | 日本統治下朝鮮                         | 京城府民館事件                               | 趙文紀                                     | 朝鮮独立運動                                      | 1    | 数十名  |
| 1939年3月21日                 | フランス領インドシナ                   | 曽仲鳴射殺事件                               | 不明                                       | 蒋介石一味                                        | 1    | 0       |
| 1935年11月1日                 | 中華民国                               | 汪兆銘狙撃事件                               | 国民党左派                                 | 国民党左派                                        | 0    | 1       |
| 1934年10月9日                 | ユーゴスラビア王国                     | アレクサンダル1世暗殺事件                    | 不明                                       | 不明                                              | 2    | 0       |
| 1932年4月29日                 | 中華民国                               | 上海天長節爆弾事件                           | 韓人愛国団（尹奉吉）                       | 朝鮮独立運動                                      | 2    | 5       |
| 1932年2月9日-3月11日          | 大日本帝国                             | 血盟団事件                                   | 血盟団                                     | 右翼過激派                                        | 2    | 0       |
| 1932年1月8日                  | 大日本帝国                             | 桜田門事件                                   | 韓人愛国団（李奉昌）                       | 朝鮮独立運動                                      | 0    | 1       |
| 1925年4月16日                 | ブルガリア王国                         | 聖ネデリャ教会襲撃事件                       | ブルガリア共産党                           | 共産主義                                          | 150  | 500     |
| 1924年1月5日                  | 大日本帝国                             | 二重橋爆弾事件                               | 義烈団（金祉燮）                           | 朝鮮独立運動                                      | 0    | 0       |
| 1923年12月27日                | 大日本帝国                             | 虎ノ門事件                                   | 難波大助                                   | 無政府主義                                        | 0    | 1       |
| 1921年12月13日                | ルーマニア王国                         | ボルフラードシグランツァ宮殿爆破事件         | ベッサラビア民族主義者                     | ベッサラビア分離主義                              | 100  | 不詳    |
| 1920年9月16日                 | アメリカ合衆国                         | ウォール街爆破事件                           | 複数の無政府主義者                         | 無政府主義                                        | 38   | 143     |
| 1914年6月28日                 | オーストリア＝ハンガリー帝国           | サラエボ事件                                 | ガヴリロ・プリンツィプ                     | セルビア民族主義                                  | 2    | 12      |
| 1911年9月14日                 | ロシア帝国                             | ピョートル・ストルイピン首相暗殺事件         | ドミトリー・ポグロフ                       | 無政府主義                                        | 1    | 0       |
| 1910年10月1日                 | アメリカ合衆国                         | ロサンゼルス・タイムズ爆弾テロ事件           | ジェームズ＆ジョン・マクナマラ兄弟         | 労使紛争                                          | 21   | 100+    |
| 1909年10月26日                | 清                                     | 伊藤博文暗殺事件                             | 安重根                                     | 朝鮮民族主義                                      | 1    | 0       |
| 1905年2月15日                 | ロシア帝国                             | セルゲイ・アレクサンドロヴィチ大公暗殺事件   | イヴァン・カリャーエフ                     | 社会革命主義                                      | 2    | 1       |
| 1901年9月6日                  | アメリカ合衆国                         | マッキンリー大統領暗殺事件                   | レオン・チョルゴッシュ                     | 無政府主義                                        | 1    | 0       |

## 19世紀以前
| 日付          | 国             | 事件                      | 加害者                       | 政治的傾向 | 死者  | 負傷者 |
| ------------- | -------------- | ------------------------- | ---------------------------- | ---------- | ----- | ------ |
| 1895年3月24日 | 大日本帝国     | 李鴻章狙撃事件            | 小山豊太郎                   | 不明       | 0     | 1      |
| 1894年6月24日 | フランス共和国 | サディ・カルノー暗殺事件  | サンテ＝ジェロニモ・カゼリオ | 無政府主義 | 1     | 0      |
| 1893年11月7日 | スペイン王国   | リセウ大劇場爆破事件      | サンティアゴ・サルバドー     | 無政府主義 | 20-30 | 27-35  |
| 1891年5月11日 | 大日本帝国     | 大津事件                  | 津田三蔵                     | 不明       | 0     | 1      |
| 1886年5月4日  | アメリカ合衆国 | ヘイマーケット事件        | 合衆国カナダ職能労働組合連盟 | 労使紛争   | 7     | 160+   |
| 1881年3月13日 | ロシア帝国     | アレクサンドル2世暗殺事件 | 人民の意志党員               | 反体制派   | 2     | 12     |